# Yan Naing Soe
Yan Naing Soe (ur. 31 stycznia 1979) – mjanmański judoka. Olimpijczyk z Rio de Janeiro 2016, gdzie zajął dziewiąte miejsce w wadze półciężkiej.  
Złoty medalista igrzysk Azji Południowo-Wschodniej w 2013 i 2015; srebrny w 2003, 2005 i 2011; brązowy w 2001 roku. 
Chorąży reprezentacji na igrzyskach w 2016 roku.

## Letnie Igrzyska Olimpijskie 2016
| Konkurencja | Eliminacje                 | Eliminacje                | Klas. końcowa |
| Konkurencja | Przeciwnik I               | Przeciwnik II             | Miejsce       |
| ----------- | -------------------------- | ------------------------- | ------------- |
| 100 kg      | Christopher George (TRN) Z | Karl-Richard Frey (GER) P | 9.            |